# Кристальдо, Джонатан
Джонатан Эсекье́ль Кристальдо (исп. Jonathan Ezequiel Cristaldo; 5 марта 1989, Буэнос-Айрес, Аргентина) — аргентинский футболист, нападающий клуба «Ориенте Петролеро».

## Биография
Джонатан Кристальдо дебютировал за «Велес Сарсфилд» 22 апреля 2007 года, выйдя на замену в матче 11 тура Клаусуры «Велес Сарсфилд» — «Росарио Сентраль», матч закончился проигрышем «Велес Сарсфилд» со счётом 0:2. Всего Джонатан отыграл в этом матче 37 минут.
Свой первый профессиональный мяч за «Велес Сарсфилд» он забил в матче 14 тура Апертуры против того же «Росарио Сентраль». В этом матче он также вышел на замену, правда, отыграл уже 45 минут (весь второй тайм).
В Клаусуре-2009 «Велес Сарсфилд» одержал победу — это был первый трофей Джонатана. Он преимущественно выходил на замены, но всё же отыграл 14 матчей (790 минут) и забил четыре гола.
В конце декабря 2010 года появилась информация о том, что Кристальдо может перейти в харьковский «Металлист». 8 января 2011 года Джонатан прибыл в Харьков вместе с Себастьяном Бланко для подписания контракта с «Металлистом» и в итоге подписал пятилетний контракт с клубом. Кристальдо взял себе 21 номер.
В 2014—2016 года Кристальдо выступал за бразильский «Палмейрас», с которым в 2015 году стал чемпионом Кубка Бразилии. С 2016 года выступает за мексиканский «Крус Асуль».
В январе 2010 года Диего Марадона, будучи тренером сборной Аргентины, вызвал Джонатана на товарищеский матч со сборной Коста-Рики, однако Джонатан так и не вышел на футбольное поле.
5 июня 2011 года Джонатан дебютировал в национальной сборной Аргентины в товарищеском матче против Польши, где «бело-голубые» уступили со счётом (2:1). На поле он провёл полные 90 минут.

## Достижения
- Чемпион Аргентины (1): 2009 (Клаусура)
- Чемпион Кубка Бразилии (1): 2015
- Бронзовый призёр чемпионата Украины (1): 2010/11

## Статистика
| Клуб             | Сезон            | Лига | Лига | Кубки Южной Америки, Еврокубки | Кубки Южной Америки, Еврокубки | Итого | Итого |
| Клуб             | Сезон            | Игры | Голы | Игры                           | Голы                           | Игры  | Голы  |
| ---------------- | ---------------- | ---- | ---- | ------------------------------ | ------------------------------ | ----- | ----- |
| Велес Сарсфилд   | 2006/07          | 3    | 0    | 0                              | 0                              | 3     | 0     |
| Велес Сарсфилд   | 2007/08          | 16   | 2    | 0                              | 0                              | 16    | 2     |
| Велес Сарсфилд   | 2008/09          | 31   | 9    | 0                              | 0                              | 31    | 9     |
| Велес Сарсфилд   | 2009/10          | 17   | 5    | 6                              | 1                              | 23    | 6     |
| Велес Сарсфилд   | 2010/11          | 18   | 5    | 2                              | 1                              | 20    | 6     |
| Велес Сарсфилд   | Итого            | 85   | 21   | 8                              | 2                              | 93    | 23    |
| Металлист        | 2010/11          | 9    | 5    | 2                              | 0                              | 2     | 0     |
| Металлист        | Итого            | 9    | 5    | 0                              | 0                              | 0     | 0     |
| Всего за карьеру | Всего за карьеру | 94   | 26   | 10                             | 2                              | 95    | 23    |

(откорректировано по состоянию на 7 марта 2011 года)